# Janssons fristelse
Janssons fristelse (svensk: Janssons frestelse) er en klassisk, svensk ansjosret i form af en gratin, som består af kartofler, løg og ansjoser.

## Etymologi
Der er flere forklaringer på navnet. Nogle tilskriver rettens oprindelse til operasangeren Per Adolf "Pelle" Janzon (1844–1889), der blev kendt for at byde på øl, snaps og ansjosgratin, hvilket skulle have givet gratinen navnet Janzons frestelse.
Det svenske gastronomiske akademi har i Gastronomisk kalender 1989 forklaret navnet med, at Elvira Stigmark (1886–1953) fra Östermalm i en indbydelse lod kogekonen Sofie Pauline Brogårde kalde ansjosgratinen for Janssons frestelse efter en film med samme navn fra 1928, hvor Stigmarks yndlingsskuespiller, Edvin Adolphson, havde hovedrollen.

## Varianter
Med bøkling, kødfars eller skinke i stedet for ansjoser kaldes retten Karlssons fristelse, og en vegetarisk udgave kaldes Hanssons fristelse eller Svenssons fristelse.